# Пуебло (Колорадо)
Пуебло (енгл. Pueblo) град је у америчкој савезној држави Колорадо.

## Демографија
По попису из 2010. године број становника је 106.595, што је 4.474 (4,4%) становника више него 2000. године.
|                   | 2010.            | 2000.            |
| Укупно            | 106 595 (100,0%) | 102 121 (100,0%) |
| Хиспаноамериканци | 53 098 (49,81%)  | 45 066 (44,13%)  |
| Белци             | 48 195 (45,21%)  | 52 202 (51,12%)  |
| Афроамериканци    | 2 686 (2,520%)   | 2 465 (2,414%)   |
| Остали            | 1 726 (1,619%)   | 1 705 (1,670%)   |
| Азијати           | 890 (0,835%)     | 683 (0,669%)     |

## Партнерски градови
- Бергамо
- Пуебла
- Чивава
- Лука Сикула